# Golden Brau

Logoul Golden Brau

Golden Brau (expresie germană care se traduce „bere aurie”) este o marcă de bere din România lansată în anul 1998. Este parte a grupului Heineken, lider al pieței de bere din România, și a fost premiată de șapte ori cu medalia de aur la concursul World Selection of Beer de la Bruxelles, în anii 2003, 2006, 2007, 2008, 2009, 2010 și 2011.